# Бре-Сент-Еньян
Бре-Сент-Еньян (фр. Bray-Saint-Aignan) — муніципалітет у Франції, у регіоні Центр — Долина Луари, департамент Луаре. Бре-Сент-Еньян утворено 1 січня 2017 року шляхом злиття муніципалітетів Бре-ан-Валь i Сент-Еньян-де-Ге. Адміністративним центром муніципалітету є Бре-ан-Валь. Населення — 1746 осіб (01.01.2021).